# 남석훈 (배우)
남석훈(南錫薰, 1939년 3월 15일~2024년 5월 7일)은 대한민국의 가수, 작사가, 배우, 영화감독이다. 본관은 의령(宜寧)이고 평안남도 평양 출생이다. 경기도 포천에서 유아기를 보낸 적이 있으며, 이후 서울에서 성장하였다. 1958년 가수로 데뷔하였을 때에는 '남궁 훈(南宮 薰)이라는 예명으로 활동하였으며, 1960년부터 본명인 남석훈(南錫薰)으로 활동하였다.

## 주요 경력
- 1962년 영화 《두만강아 잘 있거라》의 단역으로 영화배우 데뷔, 이 시기부터 가수와 영화배우 활동을 병행.
- 1972년 영화 《우중화》(雨中花) 주연, 이 영화로 영화 시나리오 각본가 데뷔.
- 1974년 영화 《악명》(惡名)에 주연, 이 영화로 영화감독 데뷔.

## 학력
- 서대문중학교→춘천중학교 졸업
- 춘천고등학교→수원고등학교→서라벌고등학교 졸업

## 출연작

### 영화
- 1962년 《두만강아 잘 있거라》
- 1964년 《밤안개》
- 1972년 《우중화》(雨中花)
- 1974년 《악명》(惡名)
- 1994년 《증발》

### 텔레비전
- 2018년 《2018 TV는 사랑을 싣고》